# Giovanni Ricciardi (musicista)
Giovanni Ricciardi (Genova, 21 ottobre 1968) è un violoncellista italiano.

## Biografia
Suona dall'età di sei anni e si è diplomato al Conservatorio Niccolò Paganini della sua città natale. La carriera solistica lo ha portato a suonare con prestigiose orchestre sinfoniche in molti teatri di tutto il mondo, a Berlino, alle Canarie, a Madrid, a San Paolo e Campinas in Brasile, in Russia, Spagna, Portogallo e Bolivia.
Assistente di Michael Flaksman fin da ragazzo con il quale ha approfondito e divulgato la tecnica di Antonio Janigro
È stato vincitore di numerose competizioni fra cui il concorso internazionale città di Stresa, il concorso internazionale Premio Rovere d'Oro, il concorso nazionale per strumenti ad arco città di Genova.
Ha inciso diversi CD su un repertorio molto vasto che va da Bach a Vivaldi, Pergolesi, Debussy, Fauré, Schumann, Brahms. 
Nel 2015 è stato fautore e direttore musicale della prima reunion di oltre 120 violoncellisti a Genova evento storico per la città
Dal 2017 è direttore artistico di Entroterre Festival, prestigiosa rassegna di musica classica in Emilia-Romagna.

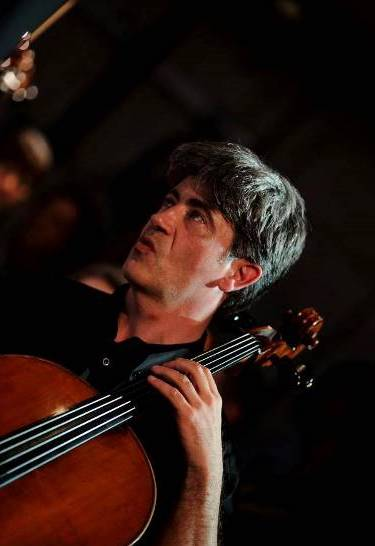

## Discografia
- 2013 – Giovanni Ricciardi, Chamber Works - Trio with Felix Ayo, CD (x1), Dynamic CDD7652, Italia, Ricciardi series,[1]
- 2016 – Giovanni Ricciardi, A. Vivaldi - Sei Sonate, CD (x1), Analogy Record ARV1, Italia, Ricciardi series,[2]
- 2000 – Giovanni Ricciardi, Cello & piano music, CD (x1), Philharmonia CCX0966, Italia, Ricciardi series,[3]